# Eurotunel
Eurotunel (fr. Tunnel sous la Manche, ang. Channel Tunnel, także Eurotunnel) – tunel kolejowy pod Cieśniną Kaletańską – najwęższą częścią kanału La Manche. Długi na ok. 50 km. Łączy Calais we Francji z Folkestone w Wielkiej Brytanii. Został wybudowany i jest obsługiwany przez brytyjsko-francuskie, prywatne konsorcjum Eurotunnel plc. Koszt budowy wyniósł (w cenach z 1985) 4,65 miliarda £. Oddany do użytku w 1994 r.
Wbrew nazwie są to trzy tunele: po jednym dla każdego kierunku, a pomiędzy nimi mniejszy tunel serwisowy – przeznaczony wyłącznie dla służb ratowniczych i pracowników serwisu. Połączony jest przejściami z tunelami komercyjnymi. Nie ma w nim torowiska.
Ruch samochodowy i osobowy przez tunel odbywa się za pomocą wahadłowych pociągów Le Shuttle oraz dalekobieżnych pociągów dużych prędkości Eurostar, kursujących z Londynu do Paryża i Brukseli.

## Dane techniczne

Przekrój w pobliżu przejścia między tunelami: A-tunele komercyjne, lewy-TAM, prawy-Z POWROTEM, B-kanał serwisowy (brak torowiska), C-przejścia poprzeczne łączące tunele kolejowe z tunelem serwisowym (co 375 metrów), D-kanał wyrównujący ciśnienie między tunelami w czasie przejazdu pociągu

Profil geologiczny wzdłuż trasy tunelu

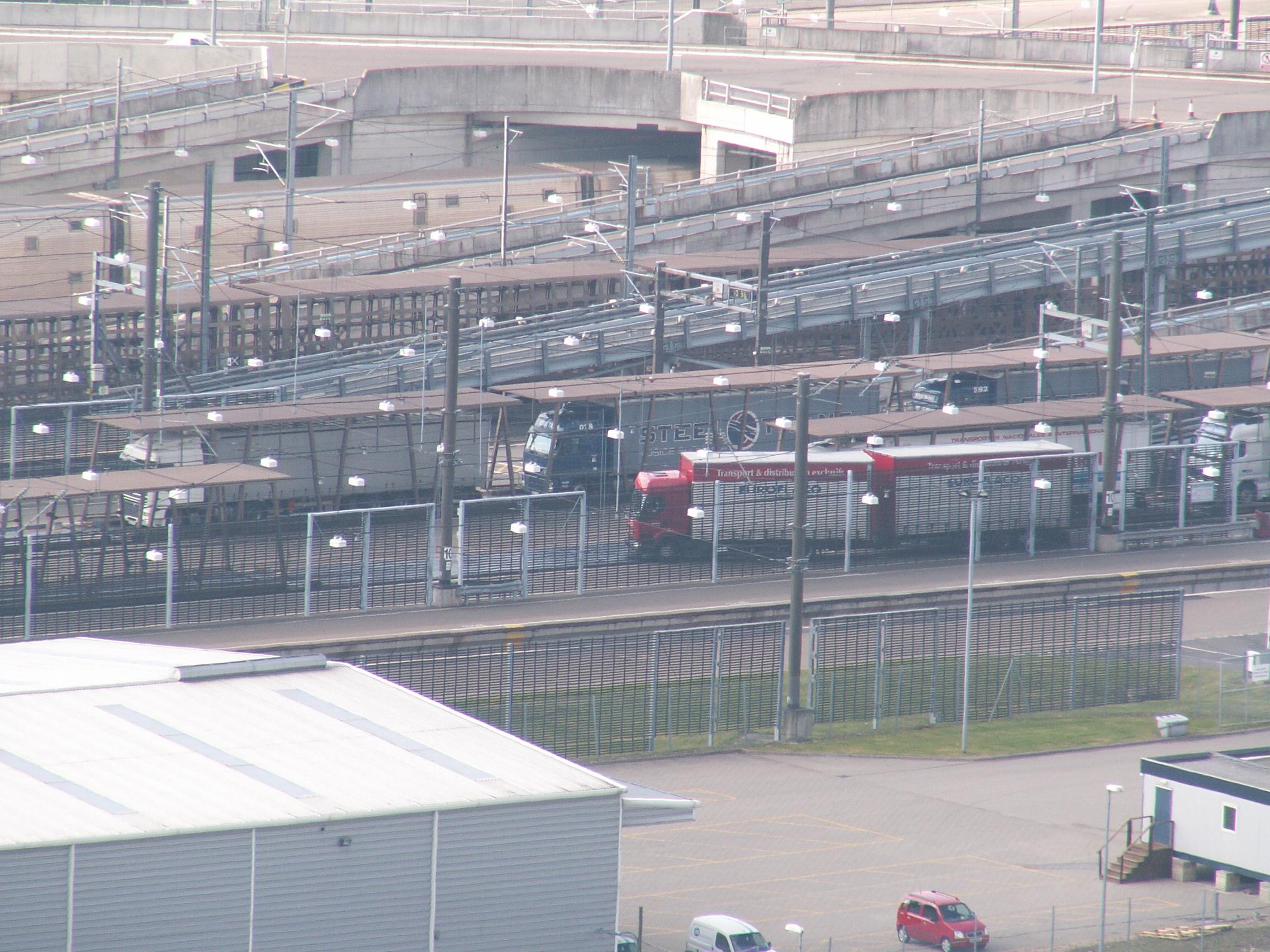
Terminal towarowy w Folkestone

- średnica tunelu przewozowego wynosi 7,60 metra
- średnica tunelu serwisowego wynosi 4,80 m
- długość każdej nitki tunelu wynosi 50 km
- tunele przebiegają od 45 do 70 metrów pod dnem morza (La Manche)
- napięcie zasilania sieci trakcyjnej – 25 kV, 50 Hz
- szybkość każdego pociągu w tunelu – 160 km/h
- czas przejazdu pociągu z terminalu na terminal – 35 minut
- turbulencje – brak
- składy pociągów Le Shuttle przeznaczone do obsługi ruchu osobowego między Folkestone i Calais zabierają 120 samochodów osobowych i 12 autokarów
- przez tunel przejeżdżają też składy towarowe z samochodami ciężarowymi oraz pociągi o zmiennym składzie, kursujące między Paryżem, Brukselą i Londynem.

### Pociągi

#### Shuttle

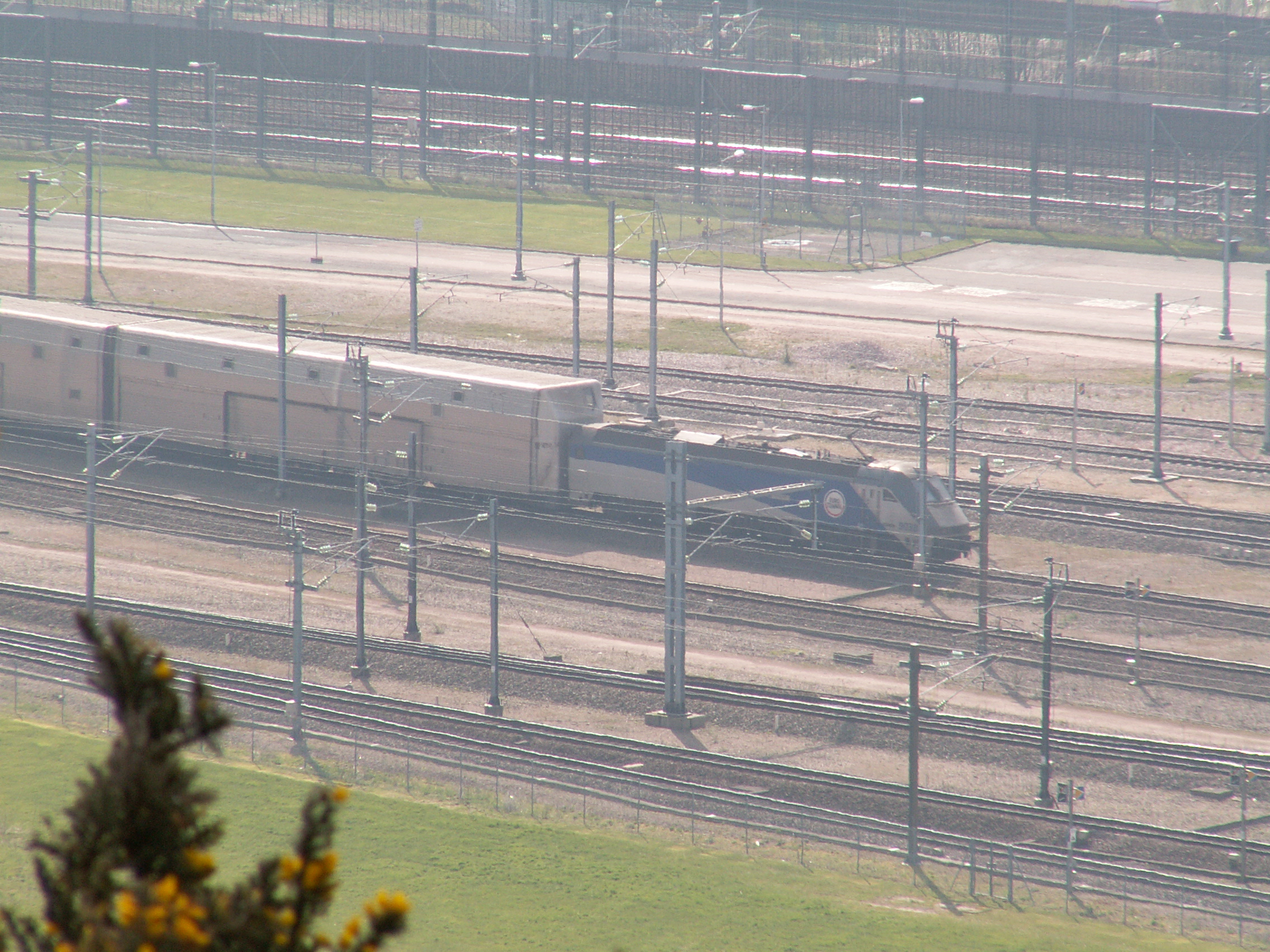
Wagony do przewozu samochodów osobowych

Przez tunel kursują wahadłowo między Coquelles i Folkestone pociągi, nazywane Shuttle (z ang. wahadłowiec), przewożące samochody osobowe, autobusy, motocykle, minibusy, samochody dostawcze, kampery oraz ich pasażerów, bagaże i towary wewnątrz ich własnych pojazdów. Pociągi te jeżdżą z szybkością 160 km/h. Obsługiwane są przez Getlink. Przewoźnik kolejowy bardziej znany jest pod nazwą Eurotunnel.
Do wagonów nie są zabierane pojazdy wykorzystujące LPG jako paliwo, natomiast pojazdy posiadające instalację gazową mogą być przewożone pociągami Shuttle, pod warunkiem wyłączenia instalacji na czas przewozu.

#### Eurostar
Pociągi pasażerskie Eurostar poruszają się z prędkością 300 km/h, zwalniając w tunelu do 160 km/h. Kursują na trasach:
- Londyn – (Ashford) – (Lille) – Paryż (ok. 2 godziny 35 minut)
- Londyn–(Ashford) – Lille – Bruksela (ok. 2 godzin)

### Terminale

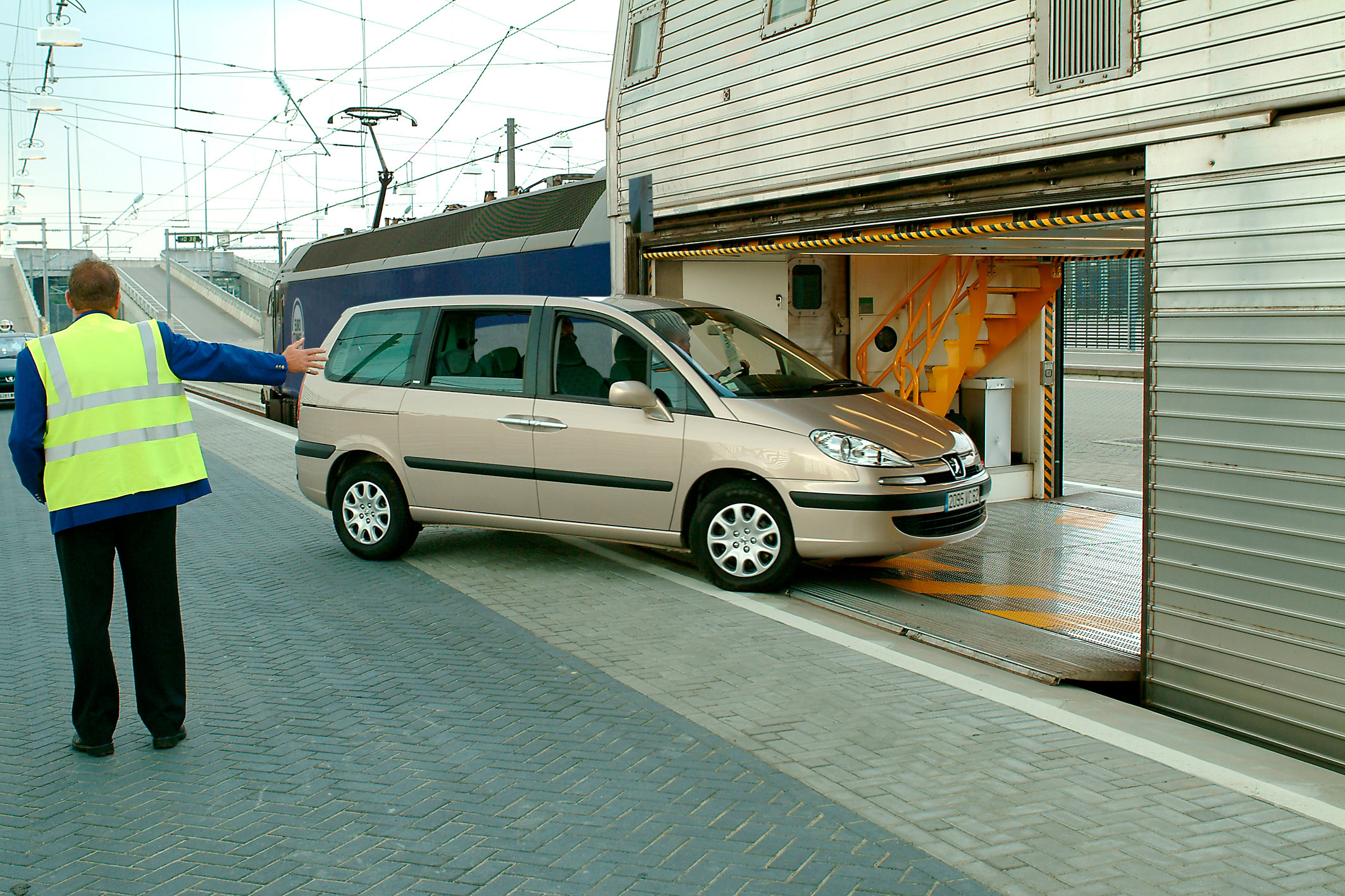
Załadunek samochodu

Terminale przystosowane do obsługi pociągów jeżdżących przez Eurotunel muszą posiadać szczególną konstrukcję z rampami załadowczymi, na które mogą bezpośrednio wjeżdżać np. autobusy i samochody ciężarowe. Sam proces ładowania pojazdów i ludzi do wagonów musi przebiegać bardzo sprawnie, gdyż w przeciwnym razie transport przez tunel nie byłby konkurencyjny w stosunku do transportu promowego.
Główne terminale na obu końcach tunelu znajdują się w Coquelles (strona francuska) i w Folkestone (strona angielska). Istnieje bezpośredni dojazd do terminali z autostrad – odpowiednio A16 (węzeł nr 42) i M20 (węzeł nr 11A, tylko od strony Londynu). Pociągi jeżdżące między Paryżem a Londynem i Brukselą mają swoje początkowe terminale w centrach tych miast. W Londynie do dnia 14 listopada 2007 był to dworzec Waterloo, od momentu uruchomienia linii kolejowej dużej szybkości High Speed 1 połączenia zostały przeniesione na dworzec St Pancras Station. W Paryżu terminalem końcowym jest Gare du Nord, zaś w Brukseli dworzec Midi (Zuid). Oprócz tego terminale pasażerskie znajdują się w: Ebbsfleet International, Ashford i Lille.

## Historia

### Początki
W 1802 francuski inżynier, Albert Mathieu, zaprojektował pierwszy tunel, przez który miały przejeżdżać dorożki. Po 1830, kiedy to rozwinęła się linia kolei parowych, zaczęto myśleć nad połączeniem kolejowym przez tunel pod kanałem. Thome de Gamond spędził 30 lat pracując nad różnymi projektami tunelu.

### Projekty
Dopiero w 1957 została utworzona specjalna grupa zajmująca się projektowaniem tunelu. W 1973 mieli gotowe cztery projekty:
- Eurobridge/Europont – był to most zawieszony na kevlarowych linach, jednak szybko ten projekt został zdjęty, gdyż koszt wynosił 6 miliardów funtów.
- Euroroute – tunel drogowy pomiędzy dwiema sztucznymi wyspami połączonymi z lądem mostami.
- Channel Expressway/Transmanche Express – połączenie podziemne drogi oraz kolei.
- Eurotunel – ten projekt został opracowany w latach 1972–1975; założeniem były dwa tunele kolejowe oraz trzeci dla serwisu, długość ich miała wynosić 50 km.

Wybrany został projekt „Eurotunel” i 1 grudnia 1987 zaczęto budowę po stronie angielskiej. Po trzech latach 1 grudnia 1990 Graham Fagg i Phillippe Cozette w obecności mediów przebili ostatnią warstwę skały i podali sobie ręce. 6 maja 1994 nastąpiło oficjalne otwarcie przez królową Elżbietę II oraz francuskiego prezydenta François Mitterranda, a po miesiącu odbył się pierwszy przejazd Eurotunelem.